# Back Orifice
Back Orifice er et computer fjernstyringsprogram, der på trods af at være lavet som hacker værktøj, af "Cult of the Dead Cow", i dag bliver brugt af mange support virksomheder, til brug af fjernstyring, af kunders computere.
| Software | Spire Denne artikel om software og programmering er en spire som bør udbygges. Du er velkommen til at hjælpe Wikipedia ved at udvide den. |